# فیروزآباد پایین
فیروزآباد پایین یک روستا در ایران است که در دهستان فرومد واقع شده‌است. این روستا تا سال ۱۳۱۱ از توابع خراسان و سبزوار بوده و با نزدیک‌ترین مرکز شهرستان یعنی داورزن در استان خراسان رضوی ۳۵ کیلومتر فاصله دارد. مردم این روستا به زبان فارسی خراسانی با لهجه سبزواری صحبت می‌کنند.